# Ундекапразеодимдекасвинец
Ундекапразеодимдекасвинец — бинарное неорганическое соединение, интерметаллид празеодима и свинца с формулой Pb10Pr11, кристаллы.

## Получение
- Сплавление стехиометрических количеств чистых веществ[1]:

{\displaystyle {\mathsf {11Pr+10Pb\ {\xrightarrow {1365^{o}C}}\ Pb_{10}Pr_{11}}}}

## Физические свойства
Ундекапразеодимдекасвинец образует кристаллы тетрагональной сингонии, пространственная группа I 4/mmm, параметры ячейки a = 1,187 нм, c = 1,730 нм, Z = 4,
структура типа ундекагольмийдекагермания Ge10Ho11.
Соединение образуется по перитектической реакции при температуре 1365 °C.